# Mieleszynek
Mieleszynek is een plaats in het Poolse district  Wieruszowski, woiwodschap Łódź. De plaats maakt deel uit van de gemeente Wieruszów en telt 140 inwoners.